# Teun Adrianus van Dijk
Teun Adrianus van Dijk (Naaldwijk, 7 maggio 1943) è un linguista olandese.
Esperto di linguistica testuale e analisi del discorso, concepì con Walter Kintsch la teoria di "costruzione-integrazione", una teoria computazionale per l'analisi del testo. A partire dagli anni ottanta del XX secolo si dedicò allo studio della notiziabilità. Fu il fondatore di sei riviste internazionali: Poetics, Text (ora ribattezzata Text & Talk), Discourse & Society, Discourse Studies, Discourse & Communication e Discurso & Sociedad.
Bibliografia
- Some aspects of text grammars. A Study in theoretical poetics and linguistics. The Hague: Mouton, 1972.
- Text and context. Explorations in the semantics and pragmatics of discourse. London: Longman, 1977.
- Macrostructures. An interdisciplinary study of global structures in discourse, interaction, and cognition. Hillsdale, NJ: Erlbaum.
- Studies in the pragmatics of discourse. The Hague/Berlin: Mouton, 1981.
- Prejudice in discourse. Amsterdam: Benjamins, 1984.
- Communicating Racism. Ethnic Prejudice in Thought and Talk. Newbury Park, CA: Sage, 1987.
- News as Discourse. Hillsdale, NJ: Erlbaum, 1988.
- News Analysis. Case studies of international and national news in the press. Hillsdale, NJ: Erlbaum, 1988.
- Racism and the Press. London: Routledge, 1991.
- Elite discourse and racism. Newbury Park, CA: SAGE, 1993.
- Ideology: A Multidisciplinary Approach. London: Sage, 1998.
- Racism and Discourse in Spain and Latin America. Amsterdam: Benjamins, 2005.
- Discourse and Context. A sociocognitive approach. Cambridge: Cambridge University Press, 2008.
- Society and Discourse. How social contexts control text and talk.. Cambridge: Cambridge University Press, 2009.
- Discourse and Power. Contributions to Critical Discourse Studies. Houndsmills: Palgrave MacMillan, 2008.
- Discourse and Knowledge. A sociocognitive approach. Cambridge: Cambridge University Press, 2014.
- Strategies of Discourse Comprehension. with Walter Kintsch. New York: Academic Press, 1983.

## Curatele
- Pragmatics of language and literature. Amsterdam: North Holland, 1976.
- Handbook of Discourse Analysis. 4 voll. London: Academic Press, 1985.
- Discourse and communication. Berlin/New York: de Gruyter, 1985.
- Discourse Studies. A multidisciplinary introduction. 2 voll. London: Sage, 1997. Second, one-volume edition, 2011.
- Discourse Studies. 5 vols. Sage Benchmark Series. New Delhi: Sage, 2007.
- Discourse and Discrimination. Con Geneva Smitherman-Donaldson. Detroit, MI: Wayne State University Press, 1988.
- Racism at the Top. Parliamentary Discourses on Ethnic Issues in Six European Countries. Con Ruth Wodak. Klagenfurt: Drava Verlag, 2000.
- Communicating Ideologies. Multidisciplinary Perspectives on Language, Discourse and Social Practice. Con Martin Pütz and JoAnne Neff-van Aertselaer. Frankfurt/Main: Peter Lang, 2004.
- Racism and Discourse in Latin America. Lanham, Md: Lexington Books, 2009.